# Stara Synagoga w Heilbronn
Stara Synagoga w Heilbronn – synagoga zbudowana w Heilbronn w latach 1873–1877, według planów niemieckiego architekta Adolfa Wolffa, w stylu eklektycznym z wieloma elementami mauretańskimi. Była najbardziej charakterystycznym budynkiem w mieście z dominującą kopułą, znajdującą się bezpośrednio nad główną salą modlitewną.
Synagoga została spalona podczas nocy kryształowej w listopadzie 1938 roku, a następnie usunięto jej zgliszcza do poziomu fundamentów. W 1993 roku na miejscu synagogi odsłonięto pomnik w postaci zniszczonej kopuły, która dawniej znajdowała się na synagodze.

## Opis

### Widok zewnętrzny
Synagoga została wybudowana w latach 1873–1877, według projektu Adolfa Wolffa. Była to trzecia synagoga jego budowy – wcześniej zbudował synagogi w Stuttgarcie (1859–1861) i Ulm (1870–1873).
Budynek został zorientowany z kierunku północno-zachodniego na południowo-wschodni. Z założenia była to bazylika o planie krzyżowym z wysoką nawą główną, transeptem oraz niskimi nawami bocznymi. Transept był przykryty płaskim dachem brogowym i zwieńczony czterema małymi kopułami. Główna kopuła, znajdująca się na miejscu przecięcia nawy głównej i transeptu, posiadała 12 okien łukowych i była z zewnątrz wyłożona spatyniałą, połyskującą na zielonkawo miedzią.
Dwie wieżokształtne nadbudówki, latarnie, które flankowały portal, były także przyozdobione kopułami. Ogólnie zastosowanie kopuł miało przypominać architekturę perską lub indyjską (np. Tadź Mahal). Nad portalem widniał hebrajski napis: ביתי בית תפלה יקרא לכל העמים (Iz 56,7 „bo dom mój będzie nazwany domem modlitwy dla wszystkich narodów”). Na ścianie frontowej budynku znajdowała się rozeta.

### Wnętrze
Poprzez portal wchodziło się otoczonym kolumnami przedsionkiem do nawy głównej synagogi. Znajdowały się w niej 34 ławki dla męskich przedstawicieli gminy. W transepcie znajdowała się galeria dla kobiet z 33 ławkami.
W centralnej kopule, na środku skrzyżowania transeptu i nawy głównej znajdował się mosiężny świecznik na 80 świec. Sama kopuła opierała się na łączonych półkolumnach o stylu neoromańskim. Nad wejściem znajdowały się ogromne organy z 32 rejestrami. Aron ha-kodesz (hebr. ארון הקודש) – kapliczka, w której przechowywane były parasze – zwoje Tory z czytaniami na określone tygodnie, znajdowała się w chórze, pod ścianą skierowaną w kierunku Jerozolimy. Nad Aron ha-kodeszem zawieszony była lampka, Ner tamid. Święty zwój Tory po wyciągnięciu z kapliczki był umieszczany na Bimie (hebr. : בימה), która stała na małym podwyższeniu przed kapliczką. Na prawo od Aron ha-kodeszu znajdowała się ambona z dębowego drzewa, a po jego lewej i prawej stronie stały dwie menory.

## Lokalizacja i otoczenie

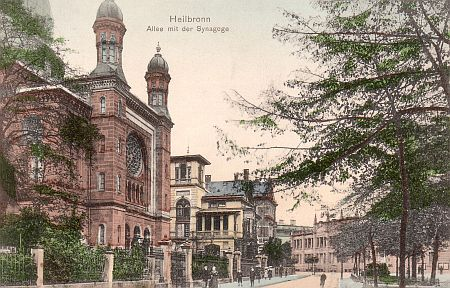
Widok wzdłuż Allee na południe. Po lewej synagoga, za nią Willa Gfrörer (1908)

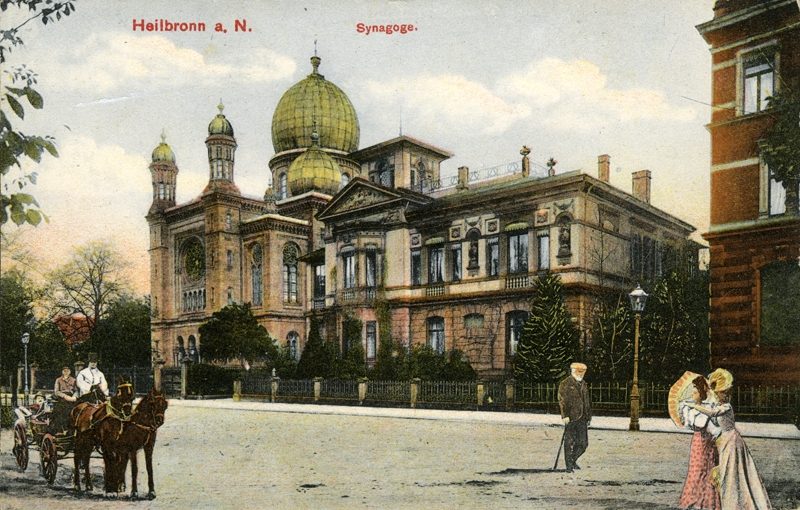
Widok wzdłuż Allee na północ, około roku 1900. W centrum, na prawo synagogi Willa Gfrörer.

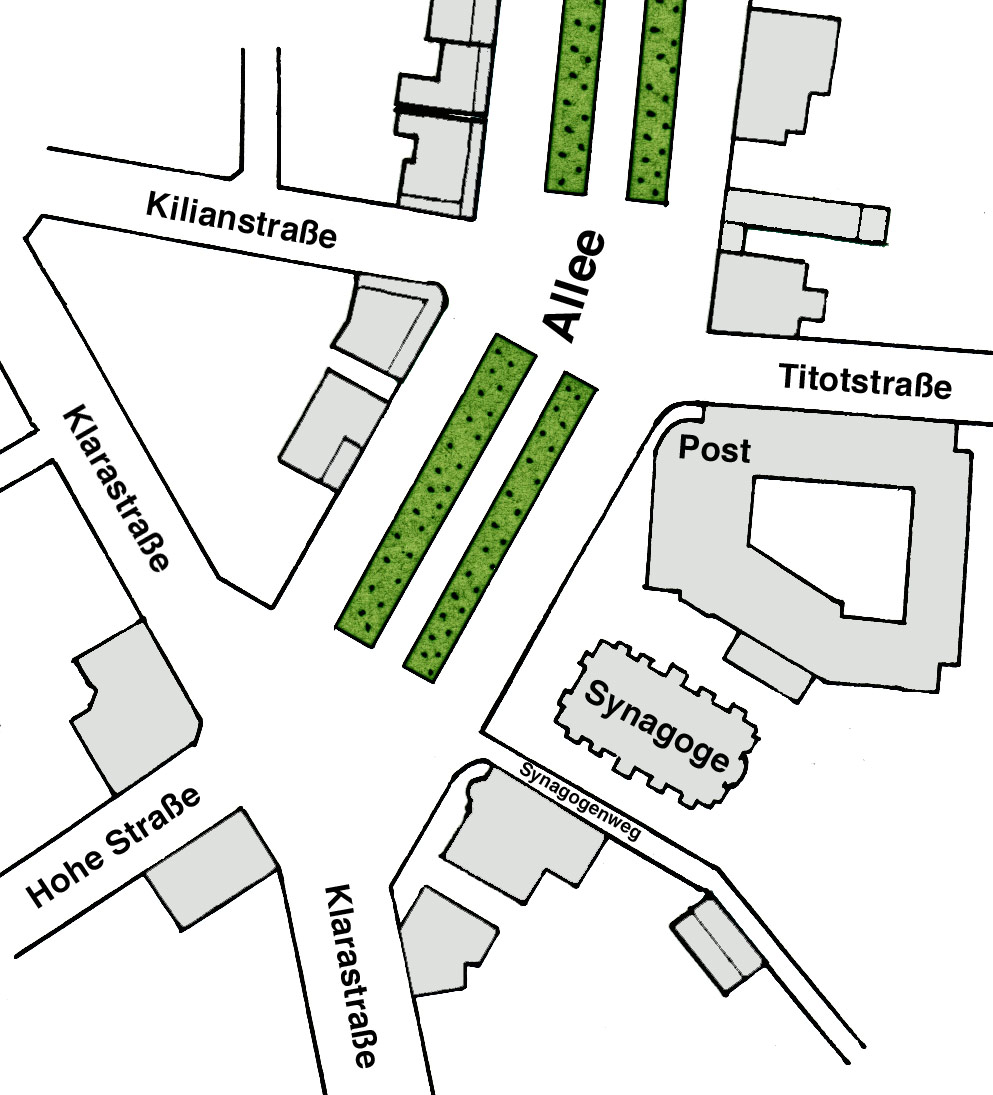
Fragment planu miasta z widokiem na południową część Allee z końca lat 30. XX w.

Synagoga została zbudowana w latach 1873–1877, po luźno zabudowanej stronie wschodniej południowej części ulicy Allee i znajdowała się poza początkową granicą miasta. Przylegająca z północy działka przy Titotstraße była jeszcze niezabudowana, a na sąsiadującej z południa, na zamówienie pewnego lekarza, powstała w 1867 tzw. Willa Gfrörer. Budynek ten powstał we włoskim stylu ziemiańskim i nosił nazwę po swoim właścicielu. W czasie, w którym synagoga została zniszczona, w Willi znajdowała się Klinika kobieca Kahleyss. W tym samym czasie gdy budowano synagogę, przy środkowej Allee powstała stara Sala Koncertowo-kongresowa Harmonie. Między Harmonią a górującą nad okolicą synagogą znajdował się po jej wschodniej stronie jeszcze jeden budynek, pozostała część terenu była jeszcze niezabudowana. Wschodnia część placu należącego do synagogi, aż po Friedensstraße (dzisiejsza Gimnasiumstraße) także była niezabudowana.
Pierwszym adresem synagogi był Obere Allee 14. Dopiero w 1899 cztery adresowo podzielone ulice: Obere Allee, Untere Allee, Obere Alleestraße i Untere Alleestraße zostały połączone, a budynki nowo ponumerowane. Synagoga otrzymała wtedy adres Allee 4.
Wschodnia strona Allee była sukcesywnie zabudowywana. Na graniczącej z synagogą z północy działce przy Ecke Allee/Titotstraße (Allee 6), powstał zgodnie z planami Głównego dyrektora poczty z 15 marca 1928, nowy główny budynek poczty w Heilbronn, zastępujący starą centrale nad Neckarem. Pięciopiętrowa, nowoczesna nowobudowa zasłoniła by widok na synagogę. W rozmowach między Pocztą, gminą żydowską i magistratem uzgodniono, że Poczta przesunie budowę o dwa metry do tyłu, zrezygnuje z przebudówki, a dach będzie możliwe płaski. Dzięki temu przy otwarciu nowego budynku poczty 20 lutego 1931, synagoga nadal miała znaczenie.
Nowi rządzący przemianowali Alle w roku 1933 na Adolf-Hitler-Allee, przez co adres synagogi aż do jej zburzenia w 1940 brzmiał: Adolf-Hitler-Allee 4. Po upadku reżimu hitlerowskiego, ulica odzyskała w 1945 swoją oryginalną nazwę.
Zgodnie z uchwałą rady miasta Heilbronn z 19 lipca 1928, wydeptana ścieżka łącząca Alle i Friedensstraße, na południe od synagogi, została włączona do terenów należących do miasta i poszerzona. Jako że mieszkańcy miasta od dawna zwali ją Synagogengässchen, została ustawowo nazwana Synagogenweg.
Żaden ze stojących w pobliżu budynków nie miał adresu: Synagogenweg, przez co nieznane są nazwy ulicy z czasów hitlerowskich. Ulica była odnotowana w książce adresowej z 1929 oraz z 1934. W ostatniej książce adresowej okresu narodowosocjalistycznego z przełomu 1938/39 już jej nie ma. Podobnie w okresie powojennym, aż do roku 1982, kiedy to została na nowo naniesiona na plany miasta i do książek telefonicznych Heilbronnu.

## Architektura i urządzenie
Dwupiętrowa synagoga zbudowana z heilbronnskiego piaskowca charakteryzowała się z zewnątrz przede wszystkim stylem orientalnym, natomiast we wnętrzu znajdowały się również liczne elementy stylu europejskiego. Jej budowa przypada na szczytową fazę stylu neoorientalistycznego w budowie synagog. Generalnie była zbudowana jak kościół, a charakter synagogi nadawało jej zastosowanie orientalnej charakteryzacji. Jak wiele kościołów średniowiecznych, synagoga posiadała dwie wieże od strony fasady i dużą rozetę. Kopuły były zapożyczone ze stylu indyjskiego lub perskiego, występowały nawet elementy architektury Maurów, natomiast maswerk i okna przypominały bardziej styl gotycki.

Rzuty poziome
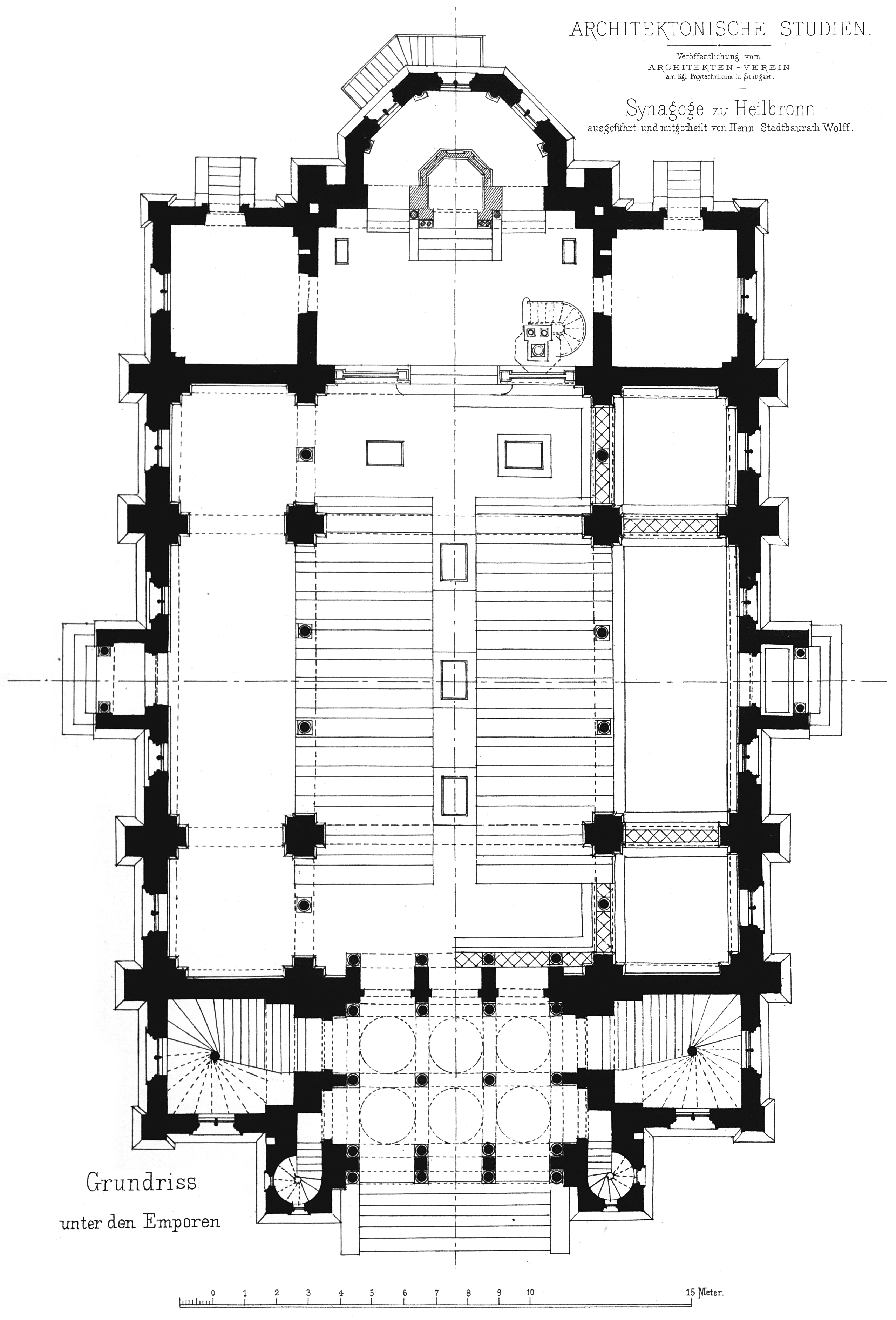
Rzut dolnej części
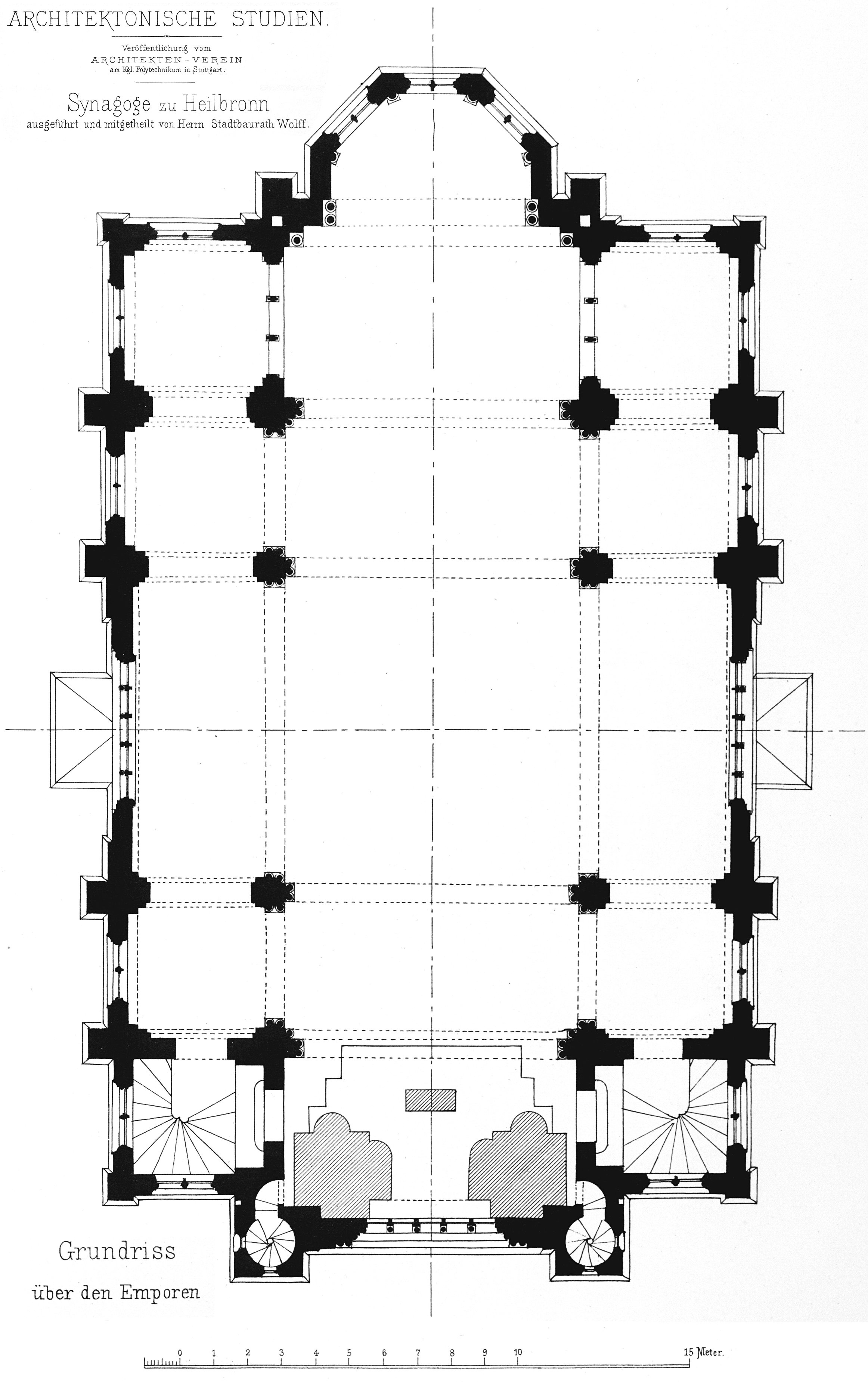
Rzut górnej części

Synagoga miała 35 metrów długości i 21,5 szerokości, a włącznie z główną kopułą około 38 metrów wysokości. Była ułożona względem osi północny zachód — południowy wschód, front leżący przy Allee był skierowany na północny zachód. Z zarysu jest budowlą pomiędzy kościołem halowym, a budowlą centralną. Z tego powodu budowla była opisywana zarówno jako budowla centralna z chórami bocznymi jak i trzynawowa hala z nawą środkową i bocznymi która należała do typu synagog halowych z kopułą i fasadą dwuwieżową.
Podstawą budowli jest budowla centralna na planie krzyża greckiego, wstawionego w prawie kwadratowy czworokąt. Obszar między ścianami zewnętrznymi a ramą krzyża były otwarte na nawy boczne. Cztery duże filary, ustawione w kwadrat na środku budynku, podtrzymywały dużą kopułę. Dodatkowe kolumny rozdzielały nawę główną od bocznych. Dzięki nim synagoga z wewnątrz sprawiała wrażenie budowli trójnawowej, mimo że nie była właściwie podzielona na nawy.
Do centralnego czworokąta przyłączone były od wschodu i zachodu, na całej szerokości budynku, dobudówki. We wschodniej, otwartej do "nawy głównej", znajdował się ambona. Od wschodu przyłączony był do niej chór w formie poligonalnej apsydy, w którym znajdowała się kaplica z Torą. Z boku ambony, przyłączony do "nawy bocznej" znajdował się pokój dla Chazanów i rabinów. Zachodnia przybudowa była podzielona na trzy części. Środkowa była niską, wspieraną przez liczne kolumny halą wejściową dla mężczyzn, z której do wnętrza synagogi prowadziły trzy drzwi. Po bokach znajdywały się klatki schodowe, prowadzące do przeznaczonych do kobiet empor nad nawami bocznymi. Środkowa część zachodniej przybudówki, ze skierowaną do Alle przednią fasada była wysunięta przed resztę budynku. Sama fasada była węższa niż cała budowla. Zachodnie zakończenia "naw bocznych", przykryte kolumnami i z oknami stylizowanymi na gotyckie, były wplanowane we wrażenie, jakie robiła fasada.

Wygląd synagogi, z planów budowy
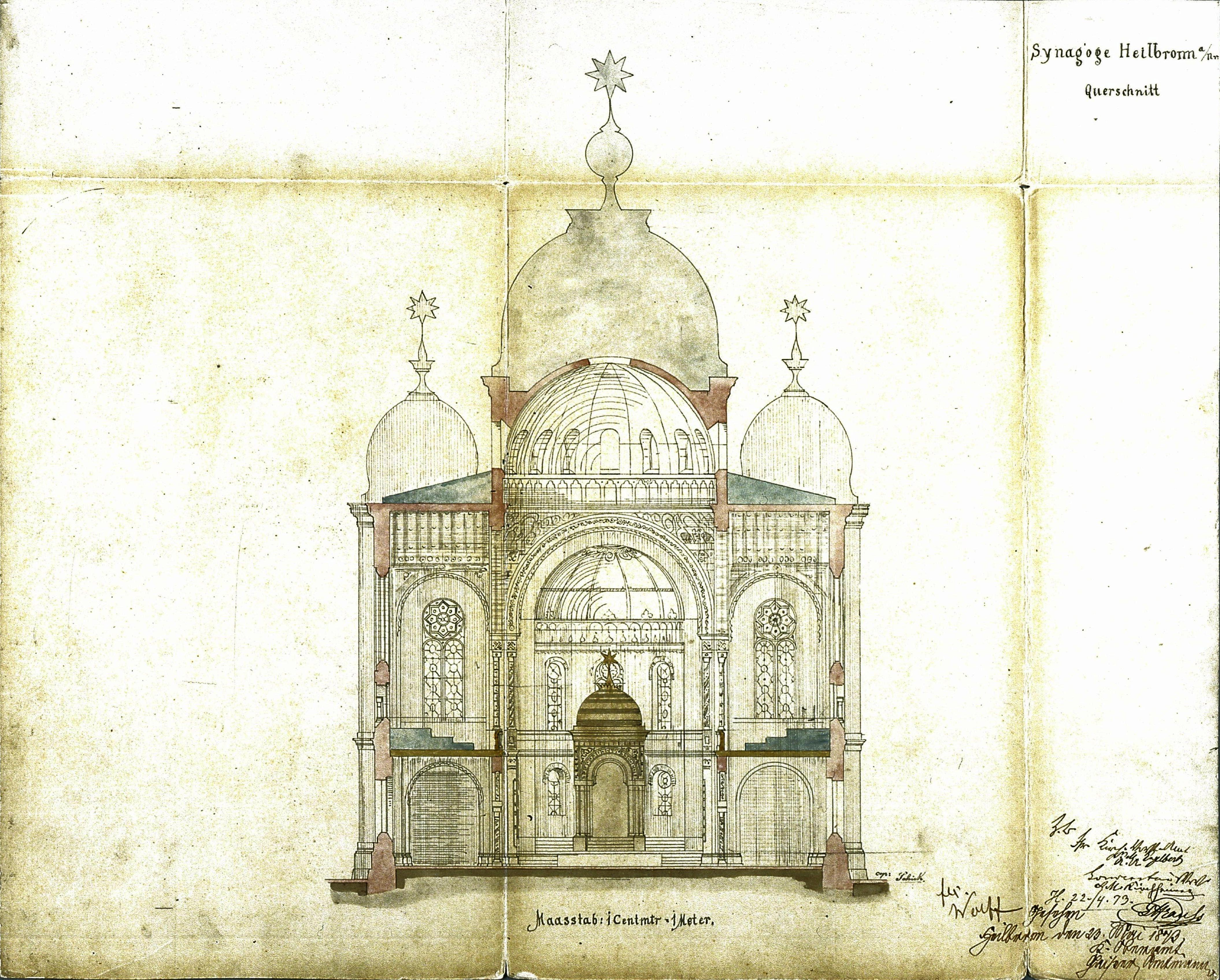
Przekrój poprzeczny, widok na wschód
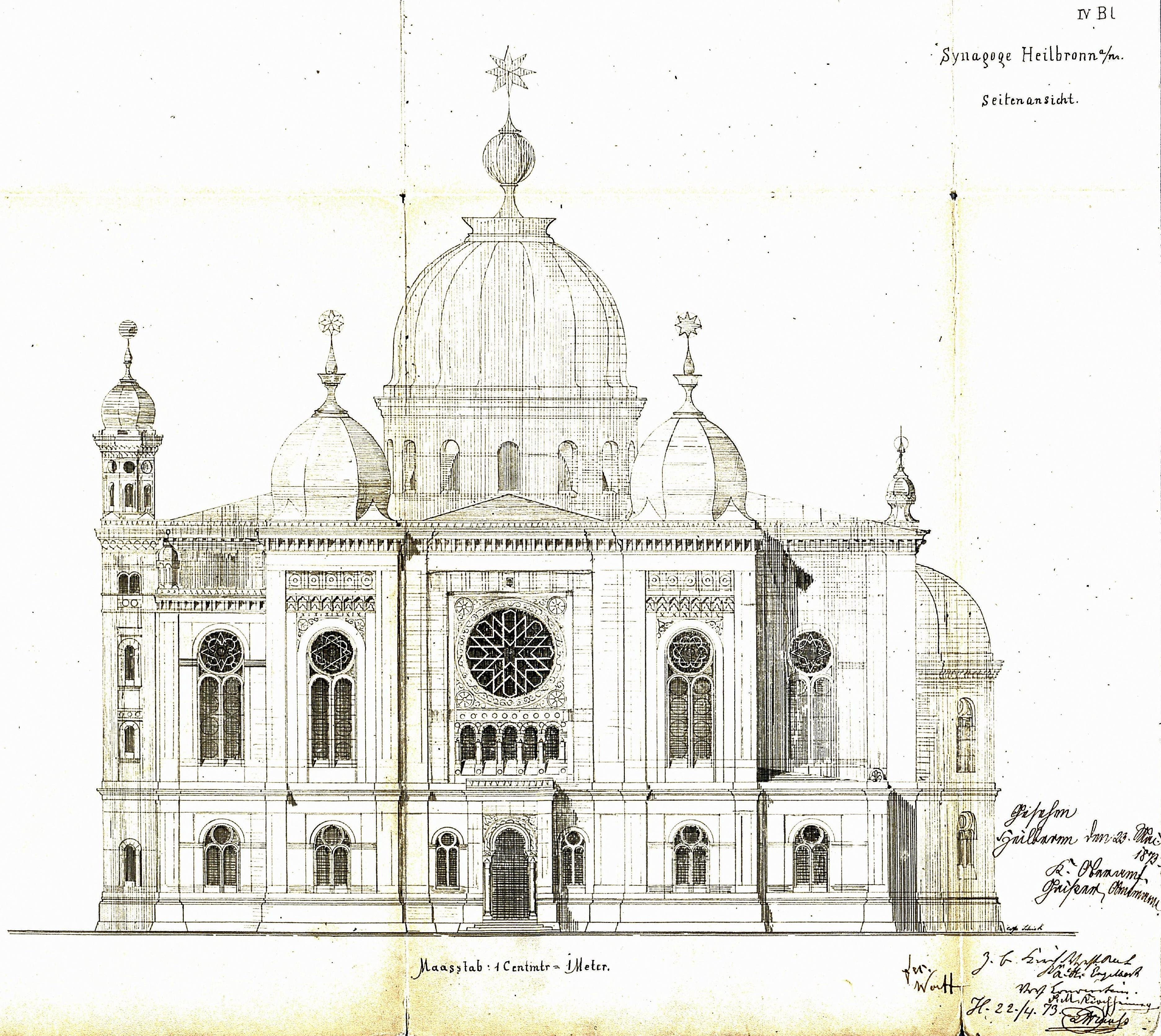
Widok ze strony południa
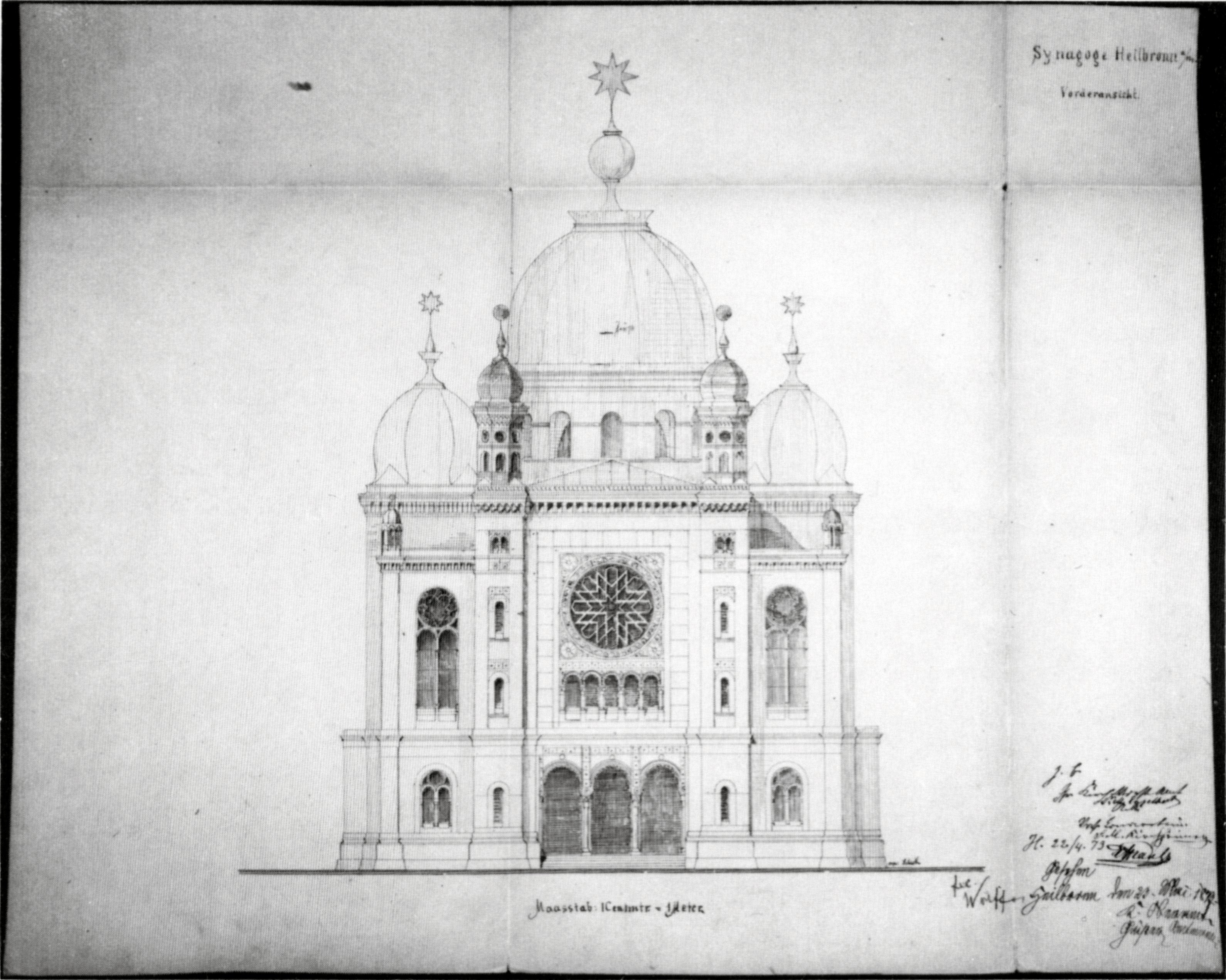
Przednia fasada, skierowana do Alle

Fasada, wyglądała podobnie jak innej synagodze na planach wykonanych przez Wolffa (Synagoga w Norymberdze): główną częścią była rozeta z mauryjską ornamentyką gwiazdową, znajdująca się pod pięcioczęściowym fryzem arkadowym. Różycę otaczał łuk oparty na smukłych kolumnach. Ów łuk był wkomponowany w bogato zdobione pole ściany. Do przedsionka wchodziło się przez trzyczęściowy portal o łukach w stylu mauryjskim. Nad portalem znajdował się pozłacany napis ביתי בית תפלה יקרא לכל העמים (Iz 56,7 „bo dom mój będzie nazwany domem modlitwy dla wszystkich narodów“). Smukłe wieżyczki, zakończone kopułami przypominającymi tempietta zamykały fasadę z obu stron.
Synagogę przykrywały płaskie dachy brogowe. Na dachu czworokąta, w jego rogach, znajdywały się małe kolumny, będące miniaturami kopuły głównej z tą różnicą, że nie posiadały tambourów (baz). W podstawie kopuły centralnej znajdywało się 12 okien w łukach półkulistych. Sama kopuła była z zewnątrz wyłożona spatyniałą, połyskującą na zielonkawo miedzią.
W rzucie bocznym jasno uwidacznia się dwupiętrowa konstrukcja budowli. Okna znajdywały się w dwóch rzędach, jeden nad drugim, przy czym te z wyższego były większe od dolnych. Mieszkańcy miasta odzyskali z pogorzeliska pięć fragmentów okien, które następnie przechowywali. Zostały one przekazane przez administrację miejską w 1988 muzeum miejskim. Okna te zostały wykonane zgodnie ze średniowiecznymi technikami produkcji witraży, szkła były oprawione ołowiem, miały lekkie zabarwienie różowe i żółte oraz secesyjne motywy roślinne.
Pośrodku obu bocznych części znajdywały się wejścia, umożliwiające dostęp do środka synagogi. Były one przyozdobione portalami i rozetami, jednak dekoracje były o wiele mniejsze i prostsze niż te przy głównym wejściu. Budowla była pofragmentowana pilastrami. Mury z piaskowca były przyozdobione bogatą ornamentyką, która nie była zainspirowana ludźmi, zwierzętami ani niczym innym z przyrody.
We wnętrzu kolumny łuki i stiuki przypominały styl budowy Alhambra. Formy dekoracyjne były jednak podporządkowane europejskiemu, przypominający średniowieczne kościoły, stylowi budowy. Ambona była wzorowana na ambonach kościelnych. Szerokie gzymsy w stylu klasycystycznym, które oddzielały od siebie piętra, oraz gotyckie okna dodatkowo zmniejszały orientalistyczną aurę wnętrza.
W synagodze znajdowały się trzy galerie. Na północno-zachodniej, znajdującej się nad halą wejściową, stały 32-rejestrowe organy Walckera z dwoma manuałami i jednym stolikiem. Galerie nad nawami bocznymi były przeznaczone dla kobiet. Można się było na nie dostać przez klatki schodowe, przylegające do hali wejściowej. Znajdywały się tu 33 ławki. W sali głównej, pod kopułą, znajdywały się 34 ławki przeznaczone dla mężczyzn. W kopule zawieszony był duży, mosiężny świecznik z 80 miejscami na płomienie gazowe i światło elektryczne. Kopuła w środku była podparta przez masywne pilastry,
Od strony południowo-wschodniej budynek zwieńczało sklepione pięcioczęściowe prezbiterium, znajdujące się za wysokim łukiem. Imitowało ono styl gotycki. Trzy duże okna prezbiterialne był przyozdobione w górnej części maswerkiem zawierającym Gwiazdę Dawida (hebr.: מגן דוד, Magen David, dt.: „Schild Davids“) w różnych wariacjach.
W prezbiterium stał Aron ha-kodesz, przysłonięty Parochetem. Bogato zdobiona szafa zespalała mauryjskie wnętrze budowli z kształtem kopuł. Birma była ustawiona odrobinę wyżej niż szafa ołtarzowa. Ner tamid wisiał nad szafą. Ambona zrobiona była z drzewa dębowego i stała na prawo, po skosie względem Aron ha-kodeszu.

## Historia

### Pozostałości przedmiotów kultu

#### Tora(hebr.: תורה) iTefilin(hebr.: תפלין)
Świadek w procesie przeciw sprawcom nocy kryształowej zeznał, iż zaobserwowano wynoszenie obiektów kultu żydowskiego do Harmonii. Pośród nich znajdowały się: Zwoje Tory, filakterie, transparenty napisane po hebrajsku oraz żydowskie księgi rachunkowe. Sefer Tora była przyozdobiona kamieniami szlachetnymi, a jej wartość oszacowano na 8 tys. DM. Jedynie losy Zwoju są znane – został uratowany i zabrany do USA. Obecnie znajduje się on w synagodze w Baltimore.

#### Jad
Wiersz strażaka głosi, że inwentarz srebrny został wyniesiony jeszcze przed pożarem. Jest to możliwe, ponieważ synagoga została podpalona nie wieczorem 9 listopada, a dopiero wczesnym porankiem następnego dnia. W swoim wierszu strażak mówi o „srebrnej ręce“, prawdopodobnie miał na myśli część kolekcji srebra Adolpha Grünwalda.

### Wyburzenie ruin
Przez krótki czas zastanawiano się nad ratowaniem ruiny. Protokół rady miasta z dnia 23 lutego 1940 głosi, iż burmistrz Heinrich Gültig wspomniał, że sąsiadujący z synagogą urząd pocztowy jest „miłośnikiem“ ruiny. Uznał on, że jeżeli poczcie uda się „doprowadzić ścianę frontową, sąsiadującą z Allee do architektonicznie dobrego stanu”, nie ma powodu, by zabronić zamiany lokalizacji urzędu pocztowego z budynku, stojącego w tym czasie nad Neckarem, do ruiny synagogi. Poczta, jako interesant ruin synagogi, zasługuje na to, by być brana pod uwagę jako pierwsza. Inny członek rady przekonywał jednak, że ruina oszpeca miasto i przez to powinna jak najszybciej zostać wydana zgoda na jej zburzenie. Tak się też stało: pozostałości synagogi zostały rozebrane w styczniu 1940, a kamienie z jej konstrukcji zostały użyte do budowy piwnicy na owoce pod młodzieżową szkołą plastyczną.

## Pomniki
Odsłonięty w 1993 roku pomnik „Kuppel” artystki Bettiny Bürkle oraz tablica pamiątkowa z 9 listopada 1966 mają przypominać o zniszczonej synagodze. Pomnik znajdujący się w pobliżu dawnej synagogi, przy ul. Allee, na wprost budynku kina ma postać metalowego szkieletu kopuły, mającego symbolizować płonące kopuły synagogi. W pobliżu, na końcu ścieżki prowadzącej kiedyś do synagogi, stoi tablica pamiątkowa, przy której corocznie odbywają się spotkania upamiętniające zdarzenia Nocy Kryształowej.

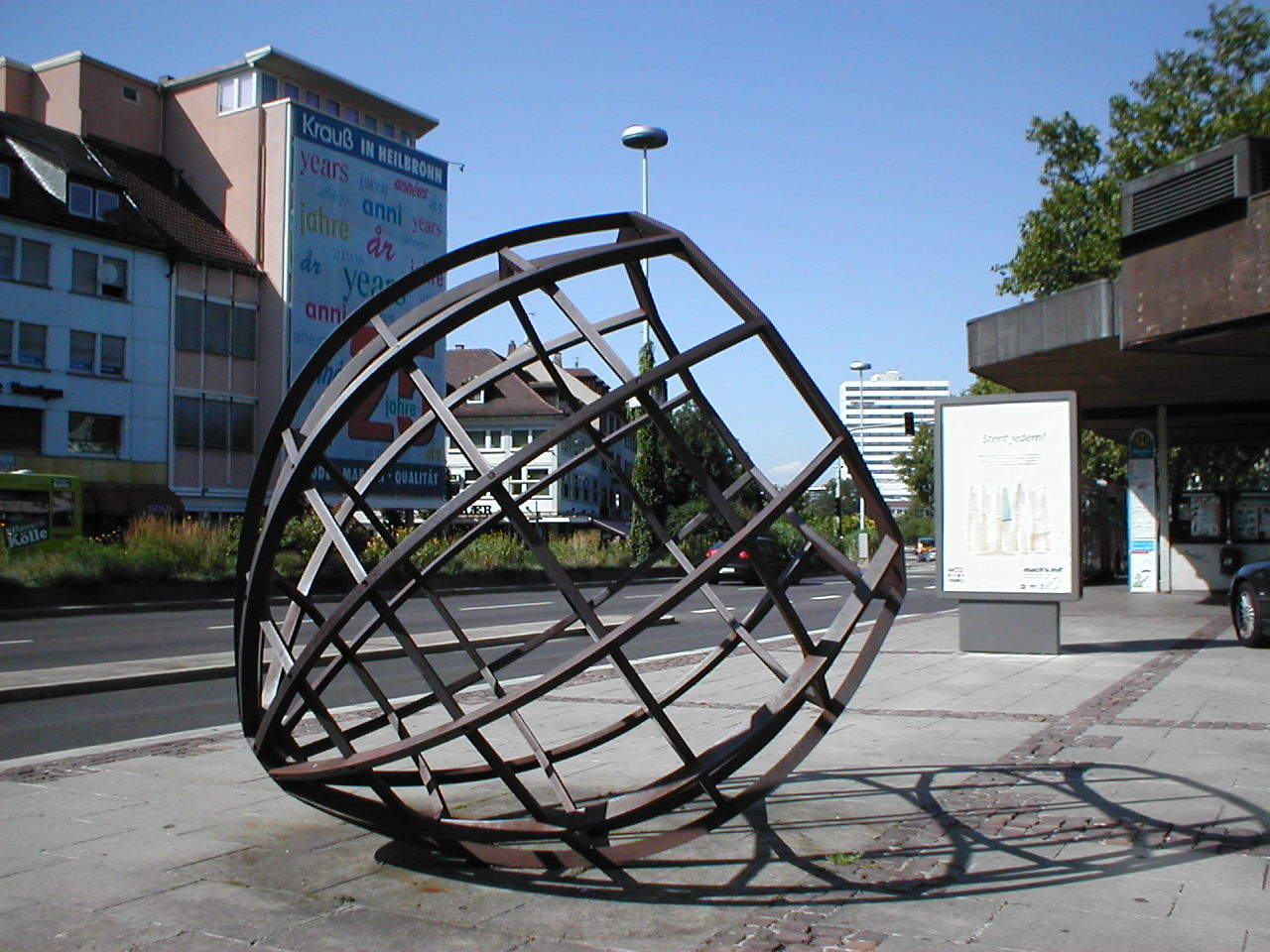
"Kuppel"
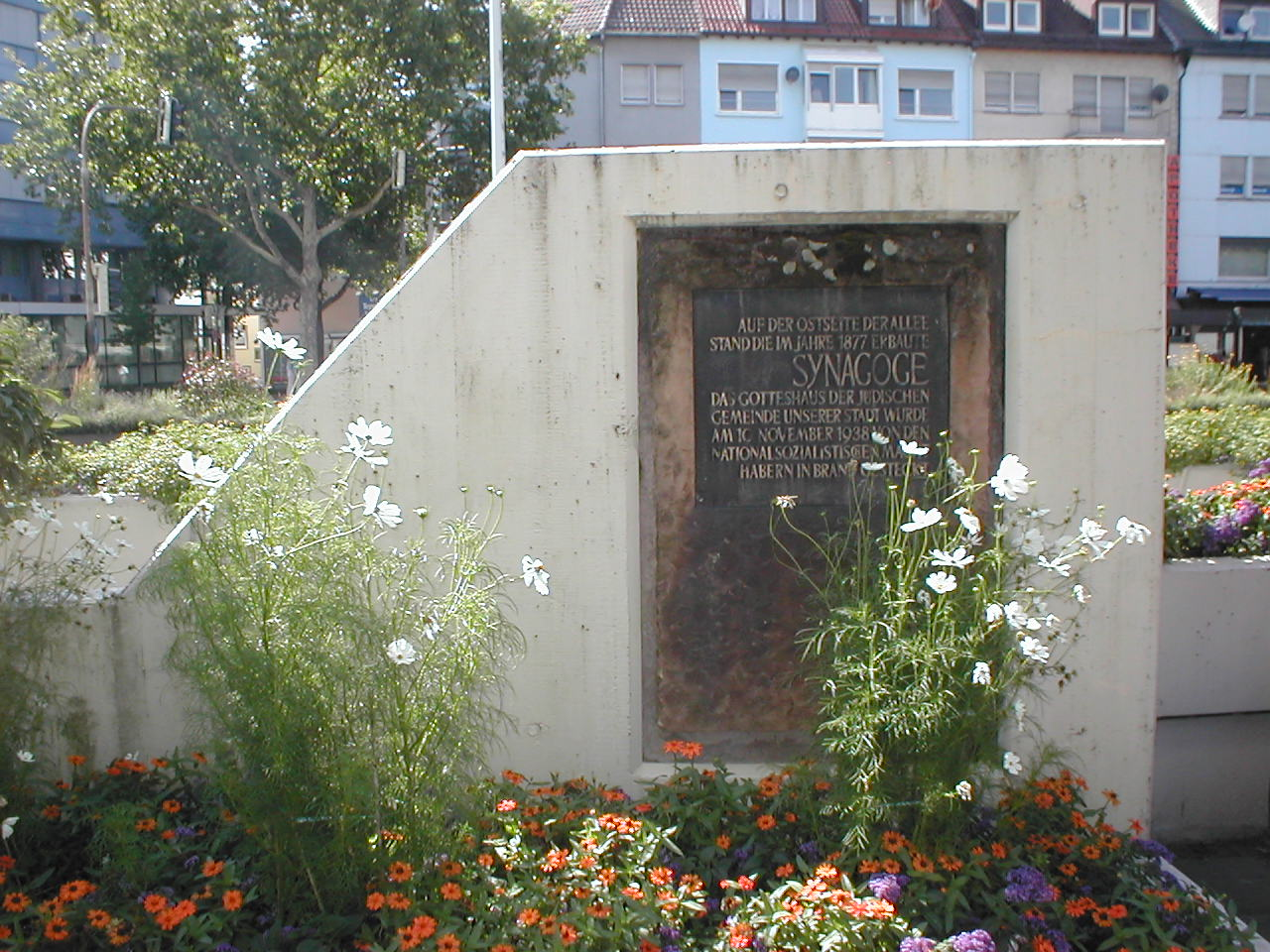
Tablica pamiątkowa

## Galeria

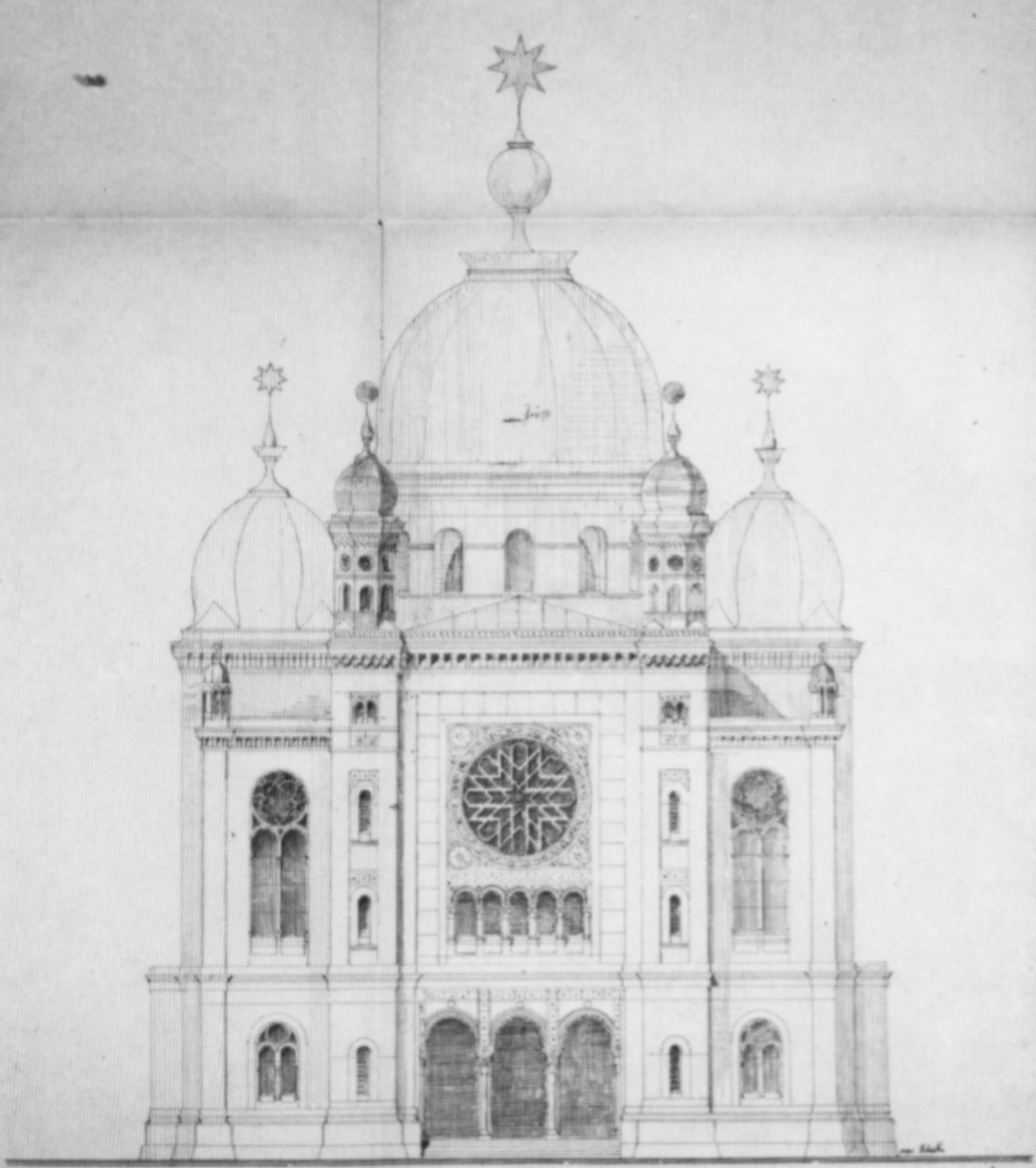
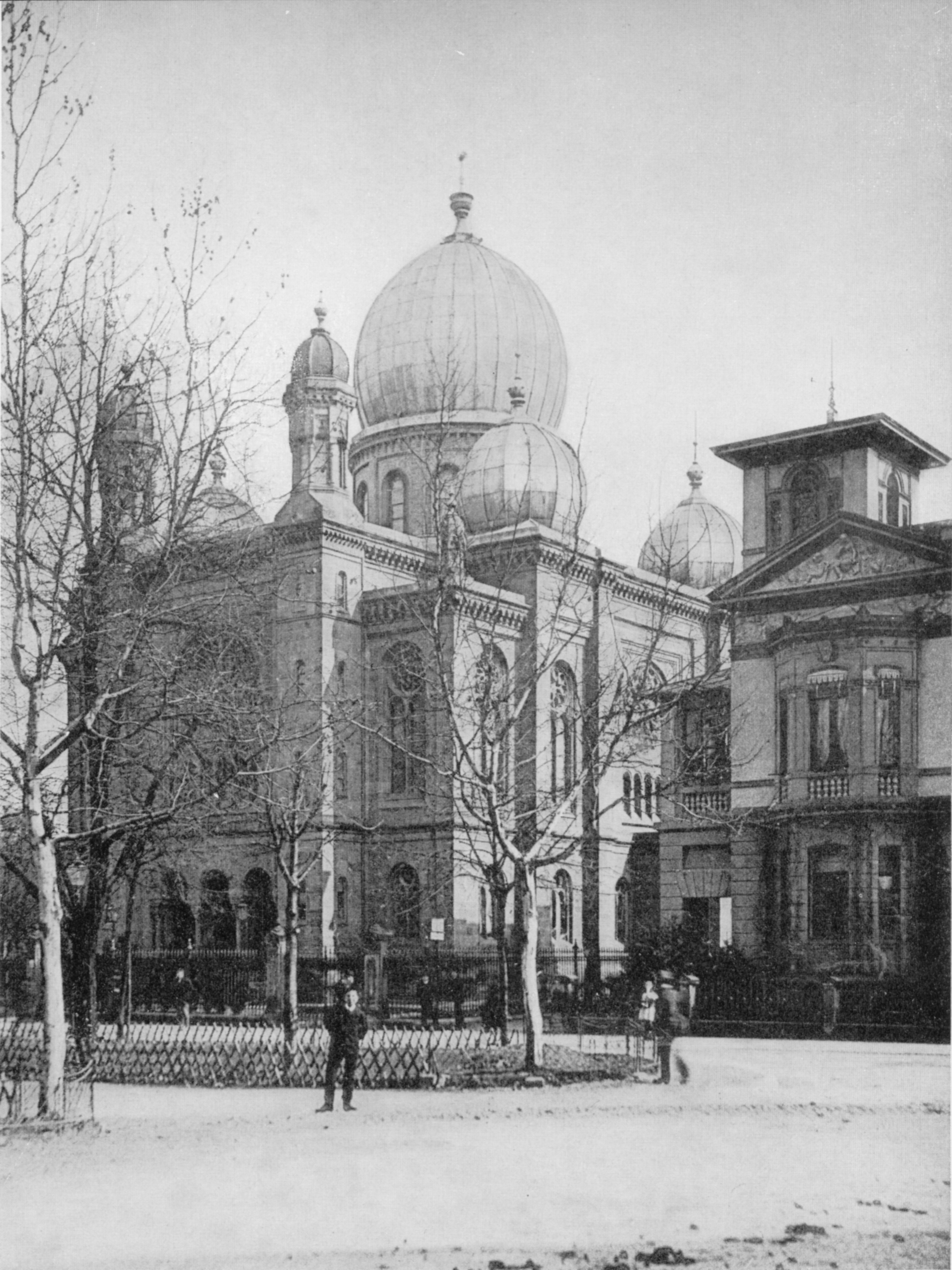
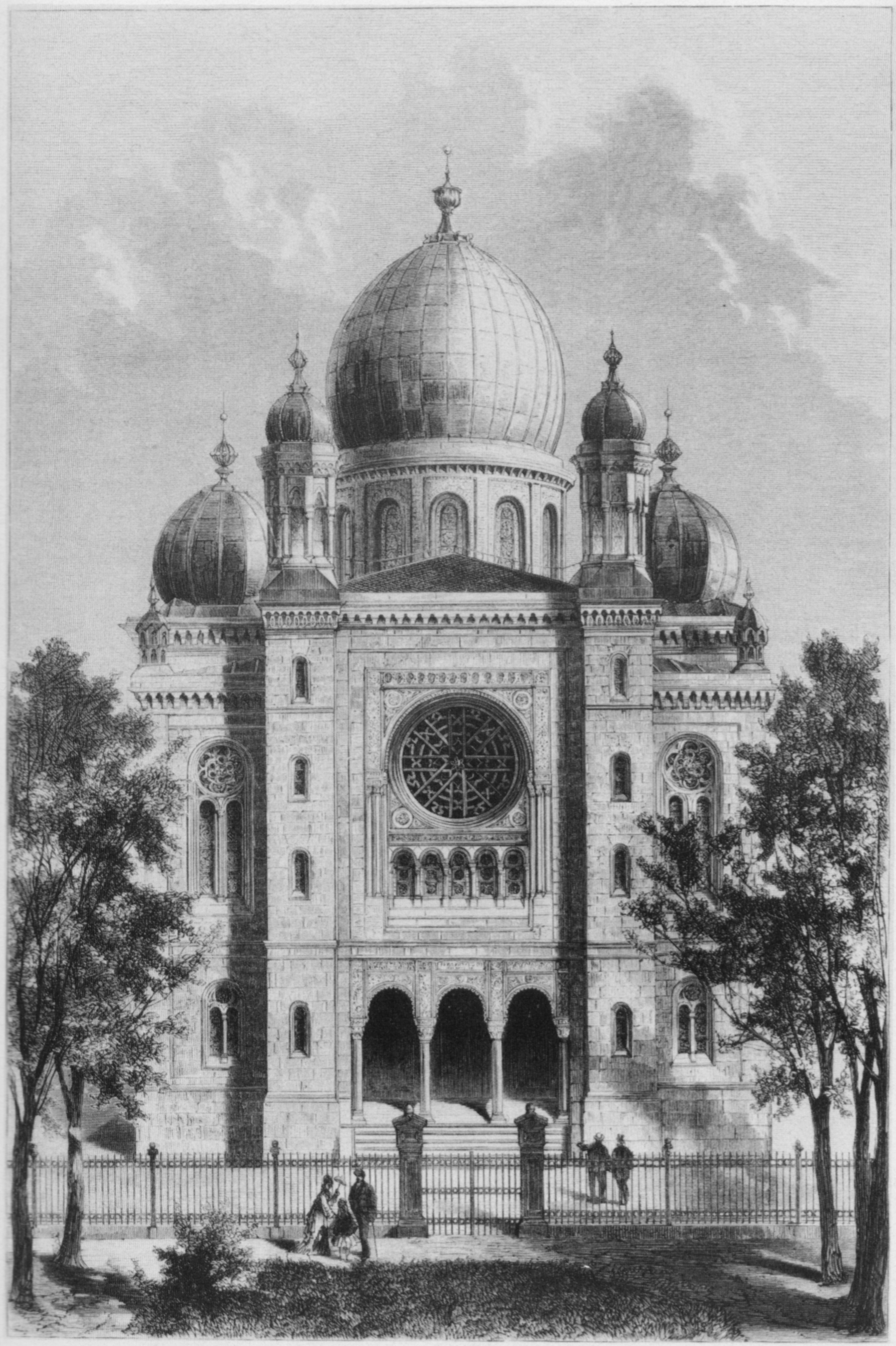
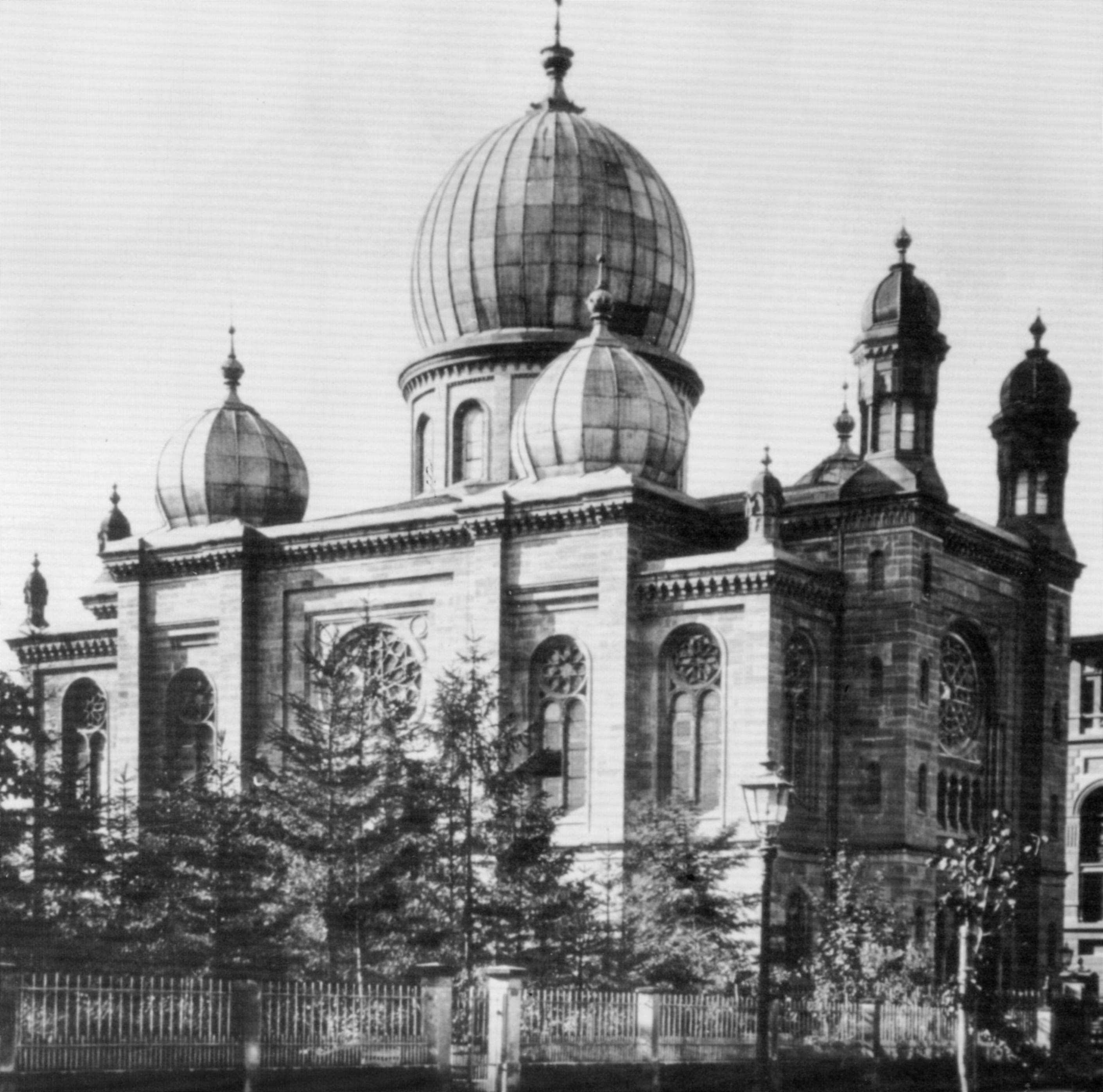